# George Young
George Radburn Young (Glasgow, 6 novembre 1946 – Sydney, 23 ottobre 2017) è stato un produttore discografico e bassista scozzese.

## Biografia
Emigrato giovanissimo con tutta la famiglia in Australia (è il fratello maggiore dei musicisti Angus e Malcolm Young degli AC/DC), suona il basso e scrive canzoni con diversi gruppi rock, tra i quali Grapefruit e The Easybeats.
Nel 1974 suona anche con gli AC/DC per qualche mese per poi passare alla loro produzione insieme a Harry Vanda (anch'egli membro degli Easybeats). Egli, assieme a Harry Vanda, sarà anche il manager del noto gruppo australiano dei Rose Tattoo.
Muore a settant'anni meno di un mese prima del fratello Malcolm.